# Усть-Кензарь
Усть-Кенза́рь — опустевший посёлок в Рассказовском районе Тамбовской области России. Входит в состав Верхнеспасского сельсовета. Фактически урочище. 

## География
Селение стояло у устья реки Кензарь в р.Нару-Тамбов, откуда и название.
Уличная сеть не развита.

## История
Впервые упоминается в документах ревизской сказки 1834 года под названием «Сельцо Усть-Кензарь». Принадлежало штаб-капитану Федору Андреевичу и поручику Ивану Андреевичу, детям Хвощинского. В числе домохозяев значились: Антонов Севостьян, Иванов Анисим, Никитин Мирон, Фролов Пимен, Яковлев Алексей, Васильев Михаил…

## Население
| 2010 |
| ---- |
| 0    |

Историческая численность населения
По данным ревизской сказки 1834 года крестьянских дворов числилось 40, населения: мужского пола — 152, женского пола — 151 человек.
В 1861 году сельцо насчитывало 34 двора с населением мужского пола 211, женского пола 204, всего 415 жителей.
В епархиальных сведениях 1911 года упоминается "деревня Усть-Кензарь, Князево тож", где было 75 крестьянских дворов с населением: мужского пола — 210, женского пола — 215 человек, всего 425 жителей.
По данным Всесоюзной переписи 1926 года деревня насчитывала 96 домохозяйств с населением мужского пола 218, женского 249, всего 467 жителей.

## Инфраструктура
В 1861 году действовали конный завод и мельница.

## Транспорт
Просёлочная дорога.